# Green Valley (Maryland)
Pour les articles homonymes, voir Green Valley.
Green Valley est une census-designated place située dans le comté de Frederick, dans l’État du Maryland, aux États-Unis. Lors du recensement de 2020, elle comptait 12 643 habitants.